# Elepuʻukahonua
Elepuʻukahonua (o Olepuʻukahonua) fue el gran jefe de la isla de Oʻahu en antiguo Hawái. Fue uno de los primeros monarcas de Oʻahu.

## Biografía
Elepuʻukahonua nació en Oʻahu, Hawái. Fue el hijo del gran jefe Kumuhonua y el descendiente de Maweke de Tahití. El nombre de su madre es desconocido.
Después de la muerte de su padre, Elepuʻukahonua se convirtió en el gran jefe de Oʻahu.
La mujer de Elepuʻukahonua fue una dama llamada Hikilena. El hijo de ella y de Elepuʻukahonua fue el príncipe Kahokupohakano, el padre del jefe Nawele de Oʻahu.
Después de la muerte de Elepuʻukahonua, una persona desconocida fue el gran jefe de Oʻahu, y después de la muerte de esta persona, Nawele — el nieto de Elepuʻukahonua — fue el gran jefe de Oʻahu.